# Février 1913

## Événements
- Le révolutionnaire russe Joseph Staline est arrêté et exilé à Touroukhansk, en Sibérie, par le gouvernement tsariste (fin en mars 1917).

- 6 février - 18 février : décade tragique au Mexique (Decena Trágica). Avec l’appui de l’ambassadeur des États-Unis, le général Victoriano Huerta, chef de l’armée de Francisco Madero, s’empare de Mexico, fait assassiner Madero et se saisit du pouvoir, restaurant le régime Porfiriste par la terreur. Les Américains soutiennent le gouvernement de Huerta, supposé restaurer le gouvernement constitutionnel.
  - La révolte des secteurs paysans se radicalise. Au nord, Pancho Villa et son armée de mercenaires prennent le contrôle de l’État de Chihuahua. Álvaro Obregón, un riche paysan, fait de même dans l’État voisin de Sonora. Au Sud-ouest, dans l’État de Morelos, Zapata attire les paysans désireux de récupérer leurs terres dans une armée libératrice du Sud. Venustiano Carranza, un grand propriétaire nommé gouverneur de l’État de Coahuila par Madero, parvient à rallier les chefs de guerre.

- 28 février : le Français Verminck effectue le premier vol en avion au Cambodge en reliant Saigon et Pnom-Penh, soit 330 km avec escale à Tanchau.

## Naissances
- 2 février : Yem Sambaur, premier ministre cambodgien († décembre 1989).
- 4 février : Rosa Parks, figure emblématique de la lutte contre la ségrégation raciale aux États-Unis († 24 octobre 2005).
- 16 février : Guido Landra, anthropologue et théoricien du racisme italien († 14 décembre 1980).
- 17 février : René Leibowitz, compositeur, théoricien et chef d'orchestre († 28 août 1972).
- 19 février : Roberto Sánchez Vilella, homme politique portoricain († 24 mars 1997).
- 22 février : Buddy Tate, saxophoniste de jazz américain († 10 février 2001).
- 25 février : Jim Backus, acteur et scénariste américain († 3 juillet 1989).
- 27 février : 
  - Paul Ricœur, philosophe français († 20 mai 2005).
  - Jacques-François Abbadie, magistrat et écrivain français (° 24 novembre 1938).
- 28 février : Vincente Minnelli, cinéaste américain († 27 juillet 1986)

## Décès
- 22 février : Francisco Madero, président du Mexique entre 1911 et 1913 (° 1873).
- 23 février : Julius Adam, peintre animalier et lithographe allemand (° 18 mai 1852).